# Charles Wynand Malan
Pour les articles homonymes, voir Malan.
Charles (Charlie) Wynand Marais Malan (né le 9 août 1883 à Paarl, colonie du Cap et mort le 6 février 1933 en Afrique du Sud) est un avocat et un homme politique sud-africain, membre du parti national dont il est l'un des fondateurs, membre du parlement de 1915 à 1933 pour la circonscription de Humansdorp et ministre des chemins de fer et des ports de 1924 à sa mort en 1933.

## Biographie

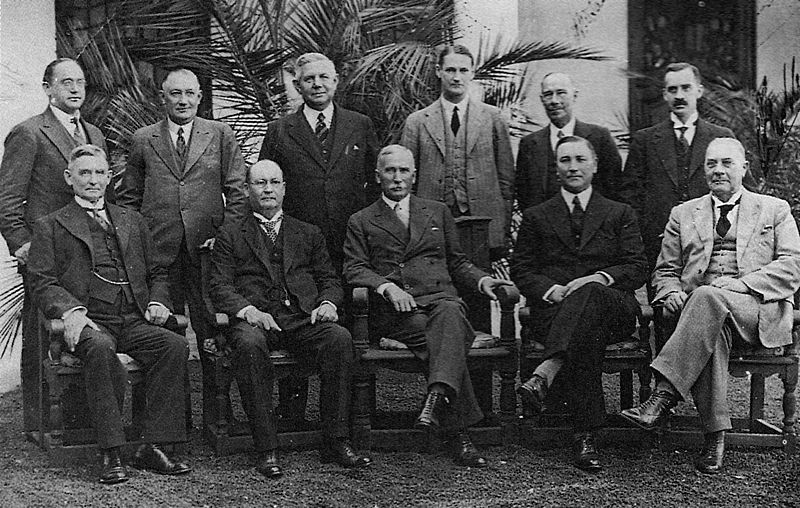
Le cabinet Hertzog en 1929:
Au premier rang (assis):
Frederic Creswell, D.F. Malan, J.B.M. Hertzog, Nicolaas Havenga et P.G.W. Grobler
Au second rand (debout)
Oswald Pirow, Jan Kemp, A. Fourie, E.G. Jansen, H.W. Sampson et C.W. Malan

D'ascendant française et huguenote, fils d'un fermier de la colonie du Cap, Daniel Gerhardus Malan (1845-1928) et de Elizabeth Johanna Malan (1848-1926), Charlie Malan est le frère de François Stephanus Malan et un cousin éloigné de Daniel François Malan.
Après ses études de droit, Charlie Malan fonde en 1906 le cabinet C.W. Malan, établi à Humansdorp dans l'est de la province du Cap.
Le barrage Elandsjacht dans le cap-Oriental porta le nom de barrage Charlie Malan jusqu'en 1994, année où il est rebaptisé barrage Impofu.